# Eudistoma maculosum
Eudistoma maculosum är en sjöpungsart som beskrevs av Kott 1990. Eudistoma maculosum ingår i släktet Eudistoma och familjen Polycitoridae. Inga underarter finns listade i Catalogue of Life.